# Mount Canobolas
Mount Canobolas är ett berg i Australien. Det ligger i regionen Cabonne och delstaten New South Wales, i den sydöstra delen av landet, omkring 210 kilometer väster om delstatshuvudstaden Sydney. Toppen på Mount Canobolas är 1 395 meter över havet.
Mount Canobolas är den högsta punkten i trakten. Närmaste större samhälle är Orange, omkring 12 kilometer nordost om Mount Canobolas.
Trakten runt Mount Canobolas består till största delen av jordbruksmark. Runt Mount Canobolas är det ganska tätbefolkat, med 134 invånare per kvadratkilometer. Genomsnittlig årsnederbörd är 837 millimeter. Den regnigaste månaden är februari, med i genomsnitt 154 mm nederbörd, och den torraste är november, med 36 mm nederbörd.